# HMS Quorn (L66)
Pour les autres navires du même nom, voir HMS Quorn.
Le HMS Quorn est un destroyer de classe Hunt de type I de la Royal Navy, qui participa aux opérations navales contre la Kriegsmarine (marine Allemande) pendant la seconde Guerre mondiale.

## Construction
Le Quorn est commandé le 11 avril 1939 dans le cadre du programme de construction d'urgence de la guerre de 1939 pour le chantier naval de J. Samuel White & Company à Cowes sur l'île de Wight sous le numéro J6633. La pose de la quille est effectuée le 22 août 1939, le Quorn est lancé le 27 mars 1940 et mis en service le 3 août 1940.
Il est parrainé par la communauté civile de Rushden dans le Northamptonshire, dans le cadre de la Warship Week (semaine des navires de guerre) en mars 1942.

## Histoire
Le Quorn rejoint la 21e Flottille de Destroyers à Harwich. La flottille est chargée de la protection des convois, de la lutte  anti-sous-marine et des tâches de patrouille. Le Quorn reste avec cette flottille pendant tout son service.
En avril 1941, le Quorn est superficiellement endommagée par deux bombes à retardement, qui ont explosé à 20 mètres de son pont arrière.
En août 1941, lors du passage de Harwich à Chatham, le Quorn déclenche une mine à 40 mètres de son avant bâbord. Il est réparé au chantier naval de Chatham. Cela prend fin septembre 1941.
En avril 1942, le Quorn percute une mine qui fait un trou de 2,7 mètres sur 4,6 mètres à bâbord du navire. Il est remorqué à Harwich puis à Sheerness où les réparations prennent 4 mois.
Le 13 octobre 1942, le Quorn est l'un des cinq destroyers qui interceptent le croiseur auxiliaire allemand Komet dans la Manche. Le Komet coule et deux dragueurs de mines de classe M sont lourdement endommagés et incendiés. Une heure plus tard, une deuxième force de patrouille de la même opération engage un groupe de navires d'escorte, coulant un Räumboot (R-Boot) et endommageant un schnellboot.
En juin 1944, le Quorn est une escorte de convois de personnel pendant l'opération Neptune, le soutien naval de l'opération Overlord, le débarquement de Normandie. Le 3 août, il est touché et coulé par une torpille humaine pilotée par l'Oberfernschreibmeister Herbert Berrer de la Kriegsmarine lors d'une attaque lourde sur la zone d'assaut britannique par une force de schnellboote, de bateaux à moteur chargés explosifs Linse, de torpilles humaines et d'avions volant à basse altitude. L'équipage qui a survécu à l'attaque initiale a passé jusqu'à huit heures dans l'eau avant d'être secouru, et beaucoup d'entre eux ont péri. Quatre officiers et 126 marins périssent dans cette attaque.

### Honneurs de bataille
- Mer du nord 1941-1945
- Manche 1942-1944
- Adriatique 1944